# Targhe d'immatricolazione del Brasile

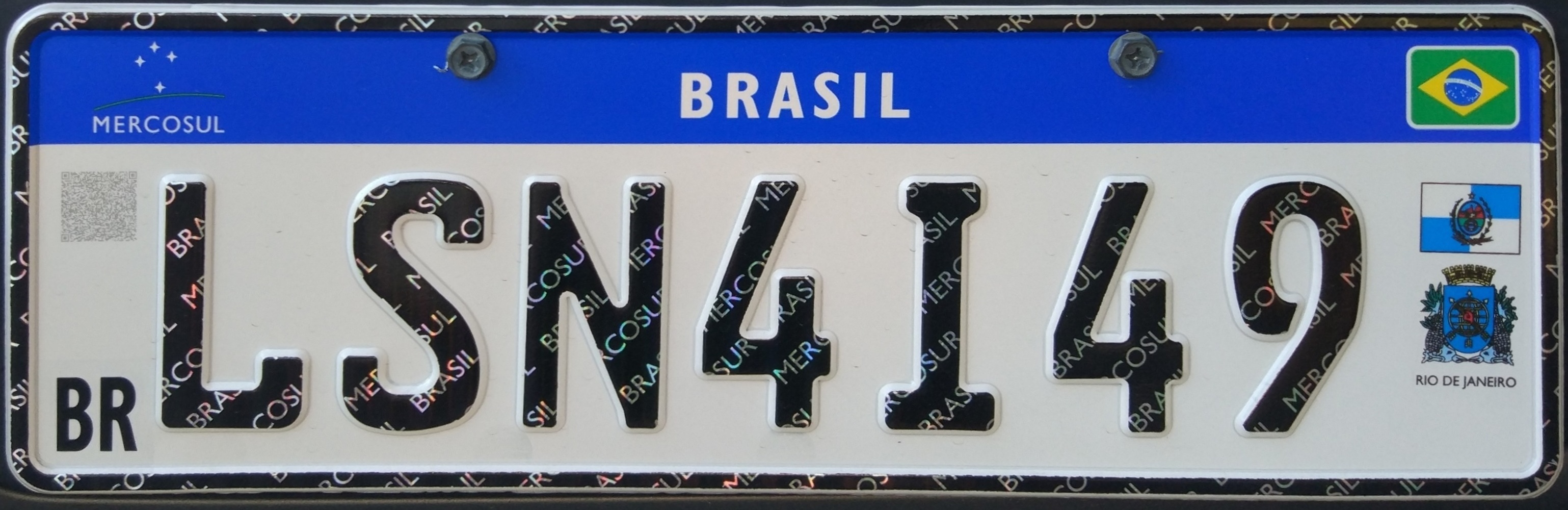
Una targa di Rio de Janeiro emessa nelle prime fasi dell'introduzione al nuovo sistema nel 2018, quando sulla destra vi erano inclusi anche i simboli dello Stato federale e del municipio, successivamente rimossi.

Le targhe d'immatricolazione del Brasile consistono in quattro lettere e tre numeri nella sequenza ABC1D23, secondo lo standard introdotto a partire dal 2018 che rispetta le regole comuni a tutti i Paesi appartenenti al Mercosur. Le targhe emesse con il sistema precedente, consistente in tre lettere e quattro numeri nella sequenzaABC·1234, resteranno valide finché non sarà completato il processo di sostituzione con il nuovo formato.

## Targhe Mercosur (2018)

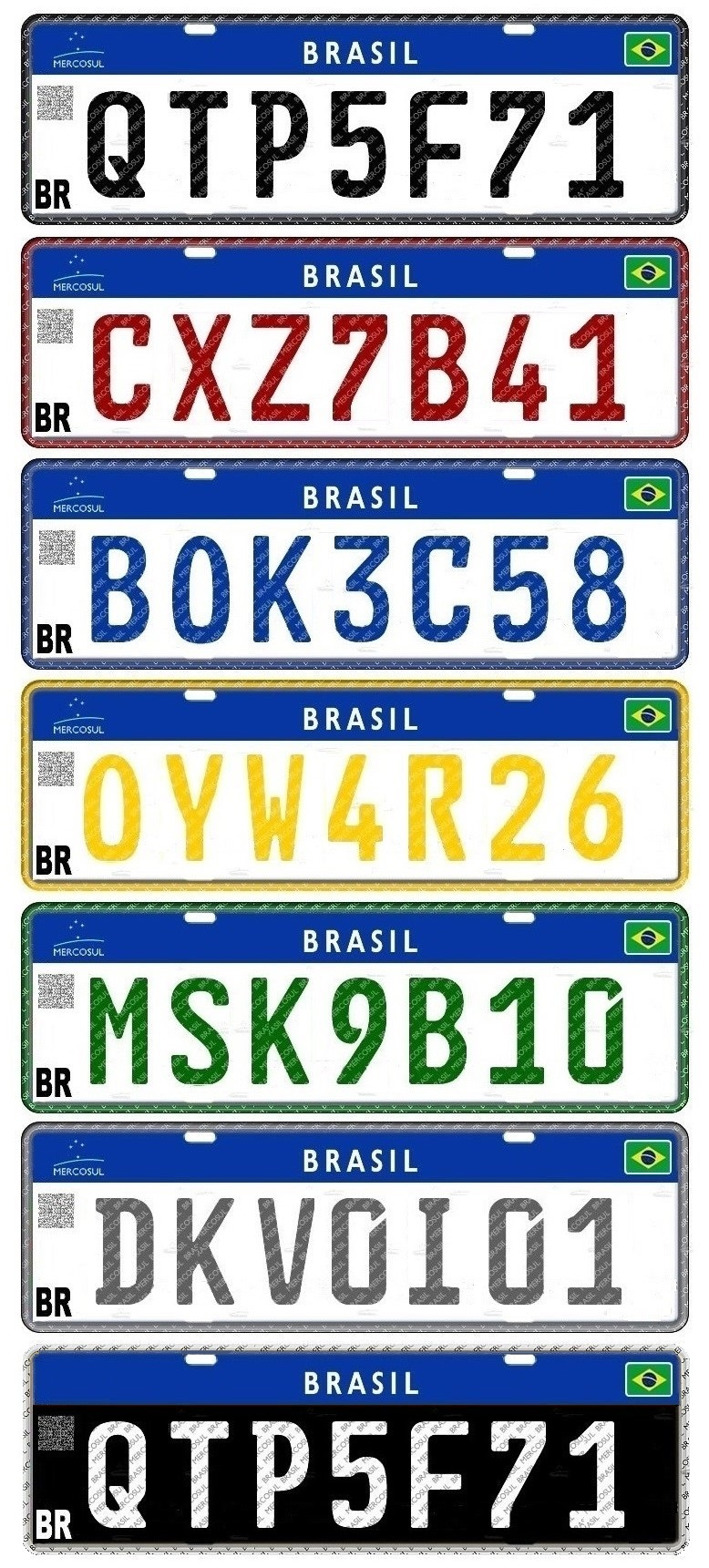
Targhe emesse dal 2018 in avanti.

Il 15 dicembre 2010, durante il 40° vertice del Mercosur si è deciso di adottare una targa che seguisse delle specifiche tecniche comuni a tutti i Paesi del Mercosur.
In vigore dall'11 settembre 2018, le targhe brasiliane hanno un nuovo aspetto conforme alle direttive riguardanti le targhe d'immatricolazione nel Mercosur, ovvero con lo sfondo bianco e con in alto una banda blu, la quale contiene: a sinistra il simbolo del Mercosur, al centro il nome del Paese membro BRASIL e a destra la bandiera del Brasile.
La combinazione alfanumerica è composta da quattro lettere e tre numeri secondo la sequenza ABC1D23. Accanto ad essa, sulla sinistra, sono presenti un codice QR e la sigla internazionale BR.
Le dimensioni sono di 400 × 130 mm (è possibile il formato ridotto a 340 × 130 mm oppure quello mini a 340 × 110 mm), mentre per motocicli, ciclomotori, tricicli e quadricicli a motore le dimensioni sono di 200 × 170 mm.
Il carattere tipografico adottato è il tedesco FE-Schrift, per una maggiore sicurezza contro la contraffazione e una maggiore leggibilità dei caratteri.

### Tipologie di targhe
Il colore dei caratteri alfanumerici e del bordo dipendono dalla categoria a cui il veicolo appartiene.
| Categoria                                       | Esempio |  | Colore dei caratteri | Colore dello sfondo | Descrizione                                                                                      |
| ----------------------------------------------- | ------- |  | -------------------- | ------------------- | ------------------------------------------------------------------------------------------------ |
| Privato                                         | ABC1D23 |  | Nero                 | Bianco              | Veicoli privati, non appartenenti a nessuna categoria specifica.                                 |
| Commerciale                                     | ABC1D23 |  | Rosso                | Bianco              | Veicoli che effettuano trasporto a pagamento (taxi, autocarri, pullman, ecc...) e di autoscuole. |
| Rappresentanza                                  | ABC1D23 |  | Blu                  | Bianco              | Veicoli che appartengono all'amministrazione pubblica.                                           |
| Diplomatico/ Consolare                          | ABC1D23 |  | Oro                  | Bianco              | Veicoli utilizzati per missioni diplomatiche o appartenenti a corpi consolari.                   |
| Speciale                                        | ABC1D23 |  | Verde                | Bianco              | Veicoli di prova del costruttore.                                                                |
| Collezione (per uso nazionale e internazionale) | ABC1D23 |  | Grigio argento       | Bianco              | Veicoli da collezione che possono circolare in tutti i Paesi del Mercosur.                       |
| Collezione (circolazione solo nazionale)        | ABC1D23 |  | Bianco               | Nero                | Veicoli con più di 30 anni e più dell'80% di parti originali.                                    |

### Conversione al nuovo sistema

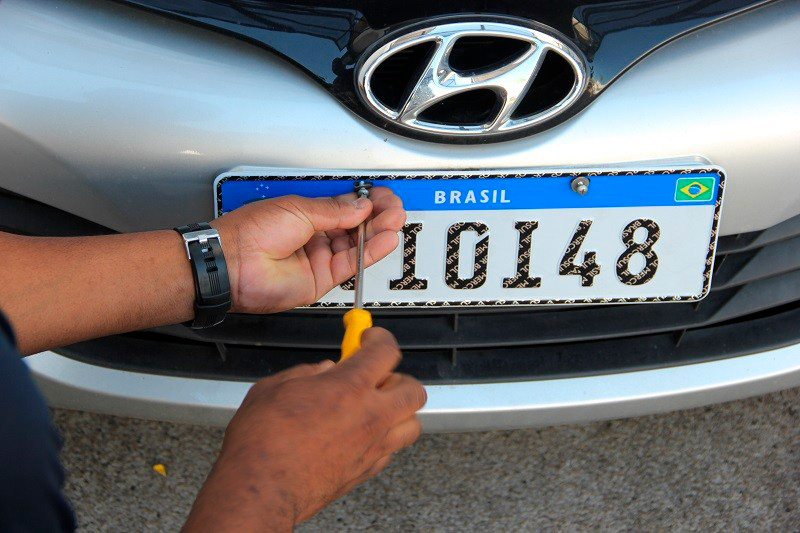
Sostituzione di una targa con il nuovo formato: in questo caso il terzultimo carattere numerico 8 è stato sostituito dalla lettera I.

Per sostituire tutte le targhe circolanti si è deciso di mantenere la stessa combinazione alfanumerica di ogni vecchia targa, cambiando esclusivamente il secondo numero (ovvero il terzultimo carattere alfanumerico) con una lettera, in accordo alla seguente tabella:
| Seconda cifra della vecchia targa (formato ABC·1234) | Quarta lettera della targa Mercosul (formato ABC1C23) |
| ---------------------------------------------------- | ----------------------------------------------------- |
| 0                                                    | A                                                     |
| 1                                                    | B                                                     |
| 2                                                    | C                                                     |
| 3                                                    | D                                                     |
| 4                                                    | E                                                     |
| 5                                                    | F                                                     |
| 6                                                    | G                                                     |
| 7                                                    | H                                                     |
| 8                                                    | I                                                     |
| 9                                                    | J                                                     |

## Formato dal 1990 al 2018

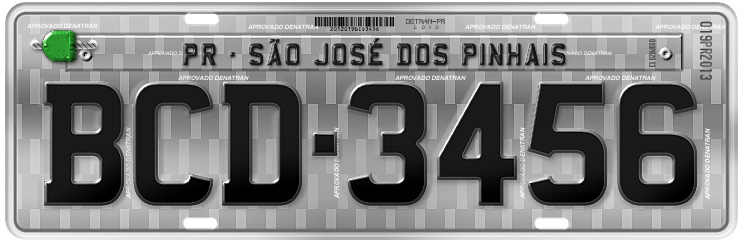
Targa emessa dal 1990 al 2018.

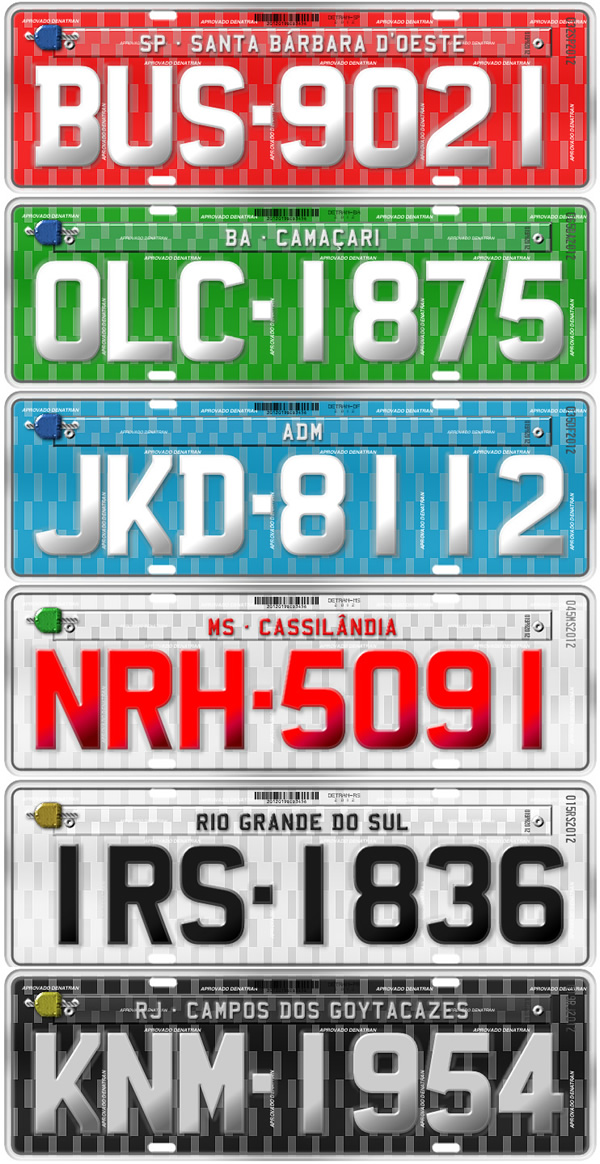
Colori di altre targhe emesse dal 1990 al 2018.

Consisteva in tre lettere e quattro numeri separati da un piccolo punto, secondo lo standard definito nel 1990; sopra tale combinazione c'era una banda metallica con la sigla dello stato e il nome del comune, che era possibile staccare e sostituire. Le dimensioni delle targhe erano di 400 × 130 mm, ma era possibile averne anche di dimensioni pari a quelle europee o giapponesi. Ogni targa era legata a un particolare veicolo.

### Tipologie di targhe
Il colore della targa ne indicava il tipo, ed era il medesimo anteriormente e posteriormente:
- nero su grigio: veicolo privato
- bianco su rosso: trasporti a pagamento (bus, taxi,...)
- bianco su verde: targhe di prova (per molti test-drive si utilizzavano targhe nero su grigio)
- bianco su blu: prova del costruttore o targa diplomatica o consolare (in questo caso, il formato era CD NNNN o CC NNNN)
- rosso su bianco: scuola guida (autoescola)
- nero su bianco: (governo, polizia, federali, servizi pubblici cittadini o statali)
- grigio su nero: veicolo da collezione (con più di 30 anni, in adatte condizioni, secondo le leggi)

### Sigle degli stati
| - AC Acre - AL Alagoas - AM Amazonas - AP Amapá - BA Bahia - CE Ceará - DF Distretto Federale - ES Espírito Santo - GO Goiás - MA Maranhão - MG Minas Gerais - MS Mato Grosso do Sul - MT Mato Grosso | - PA Pará - PB Paraíba - PE Pernambuco - PI Piauí - PR Paraná - RJ Rio de Janeiro - RN Rio Grande do Norte - RO Rondônia - RS Rio Grande do Sul - RR Roraima - SC Santa Catarina - SE Sergipe - SP San Paolo - TO Tocantins |

Le tre lettere iniziali riconducevano allo Stato in cui era stata registrata la prima immatricolazione:
| Sigle | Sequenze  | Sequenze  | Sequenze  | Sequenze  | Sequenze  | Sequenze  | Sequenze  | Sequenze  | Sequenze  | Sequenze  |
| Sigle | 1ª        | 2ª        | 3ª        | 4ª        | 5ª        | 6ª        | 7ª        | 8ª        | 9ª        | 10ª       |
| ----- | --------- | --------- | --------- | --------- | --------- | --------- | --------- | --------- | --------- | --------- |
| PR    | AAA - BEZ |           |           |           |           |           |           |           |           |           |
| SP    | BFA - GKI | SAV       | QSN - QSZ |           |           |           |           |           |           |           |
| MG    | GKJ - HOK | NXX - NYG | OLO - OMH | OOV - ORC | OWH - OXK | PUA - PZZ | QMQ - QQZ | QUA - QUZ | QWR - QXZ | RFA - RGD |
| MA    | HOL - HQE | NHA - NHT | NMP - NNI | NWS - NXQ | OIR - OJQ | OXQ - OXZ | PSA - PTZ |           |           |           |
| MS    | HQF - HTW | NRF - NSD | OOG - OOU | QAA - QAZ |           |           |           |           |           |           |
| CE    | HTX - HZA | NQL - NRE | NUM - NVF | OCB - OCU | OHX - OIQ | ORN - OSV | OZA       | PMA - POZ |           |           |
| SE    | HZB - IAP | NVG - NVN | OEJ - OES | OZB       | QKN - QKZ | QMA - QMP |           |           |           |           |
| RS    | IAQ - JDO |           |           |           |           |           |           |           |           |           |
| DF    | JDP - JKR | OVM - OVV | OZW - PBZ | REC - REZ |           |           |           |           |           |           |
| BA    | JKS - JSZ | NTD - NTW | NYH - NZZ | OKI - OLG | OUF - OVD | OZC - OZV | PJA - PLZ | QTU - QTZ | RCO - RDR |           |
| PA    | JTA - JWE | NSE - NTC | OBT - OCA | OFI - OFW | OSW - OTZ | QDA - QEZ | QVA - QVZ |           |           |           |
| AM    | JWF - JXY | NOI - NPB | OAA - OAO | OXM       | PHA - PHZ | QZA - QZZ |           |           |           |           |
| MT    | JXZ - KAU | NIY - NJW | NPC - NPQ | NTX - NUG | OAP - OBS | QBA - QCZ | RAK - RAZ |           |           |           |
| GO    | KAV - KFC | NFC - NGZ | NJX - NLU | NVO - NWR | OGH - OHA | OMI - OOF | PQA - PRZ | QTN - QTS | RBK - RCN |           |
| PE    | KFD - KME | NXU - NXW | OYL - OYZ | PCA - PGZ | QYA - QYZ |           |           |           |           |           |
| RJ    | KMF - LVE | RIO - RKW |           |           |           |           |           |           |           |           |
| PI    | LVF - LWQ | NHU - NIX | ODU - OEI | OUA - OUE | OVW - OVY | PIA - PIZ | QRN - QRZ |           |           |           |
| SC    | LWR - MMM | OKD - OKH | QHA - QJZ | QTK - QTM | RAA - RAJ | RDS - REB |           |           |           |           |
| PB    | MMN - MOW | NPR - NQK | OET - OFH | OFX - OGG | OXO       | QFA - QFZ | QSA - QSM |           |           |           |
| ES    | MOX - MTZ | OCV - ODT | OVE - OVF | OVH - OVL | OYD - OYK | PPA - PPZ | QRB - QRM | RBA - RBJ |           |           |
| AL    | MUA - MVK | NLV - NMO | OHB - OHK | ORD - ORM | OXN       | QLA - QLM | QTT       | QWG - QWL |           |           |
| TO    | MVL - MXG | OLH - OLN | OYA - OYC | QKA - QKM | QWA - QWF |           |           |           |           |           |
| RN    | MXH - MZM | NNJ - NOH | OJR - OKC | OVZ - OWG | QGA - QGZ | RGE - RGN |           |           |           |           |
| AC    | MZM - NAG | NXR - NXT | OVG       | OXP       | QLU - QLZ | QWM - QWQ |           |           |           |           |
| RR    | NAH - NBA | NUH - NUL |           |           |           |           |           |           |           |           |
| RO    | NBB - NEH | OHL - OHW | OXL       | QRA       | QTA - QTJ |           |           |           |           |           |
| AP    | NEI - NFB | QLN - QLT |           |           |           |           |           |           |           |           |